# West Pasco
West Pasco és una concentració de població designada pel cens dels Estats Units a l'estat de Washington. Segons el cens del 2000 tenia 4.629 habitants.

## Demografia
Segons el cens del 2000, West Pasco tenia 4.629 habitants, 1.618 habitatges, i 1.380 famílies. La densitat de població era de 296,4 habitants per km².
Dels 1.618 habitatges en un 35,8% hi vivien nens de menys de 18 anys, en un 76,8% hi vivien parelles casades, en un 4,9% dones solteres, i en un 14,7% no eren unitats familiars. En el 12,2% dels habitatges hi vivien persones soles el 5,3% de les quals corresponia a persones de 65 anys o més que vivien soles. El nombre mitjà de persones vivint en cada habitatge era de 2,85 i el nombre mitjà de persones que vivien en cada família era de 3,08.
Per edats la població es repartia de la següent manera: un 26,6% tenia menys de 18 anys, un 6% entre 18 i 24, un 24,2% entre 25 i 44, un 31,1% de 45 a 60 i un 12,1% 65 anys o més.
L'edat mediana era de 42 anys. Per cada 100 dones de 18 o més anys hi havia 99,5 homes.
La renda mediana per habitatge era de 65.865 $ i la renda mediana per família de 68.205 $. Els homes tenien una renda mediana de 50.504 $ mentre que les dones 31.947 $. La renda per capita de la població era de 28.523 $. Aproximadament el 2,2% de les famílies i el 2,8% de la població estaven per davall del llindar de pobresa.

## Poblacions més properes
El següent diagrama mostra les poblacions més properes.